# Nicole Koolhaas

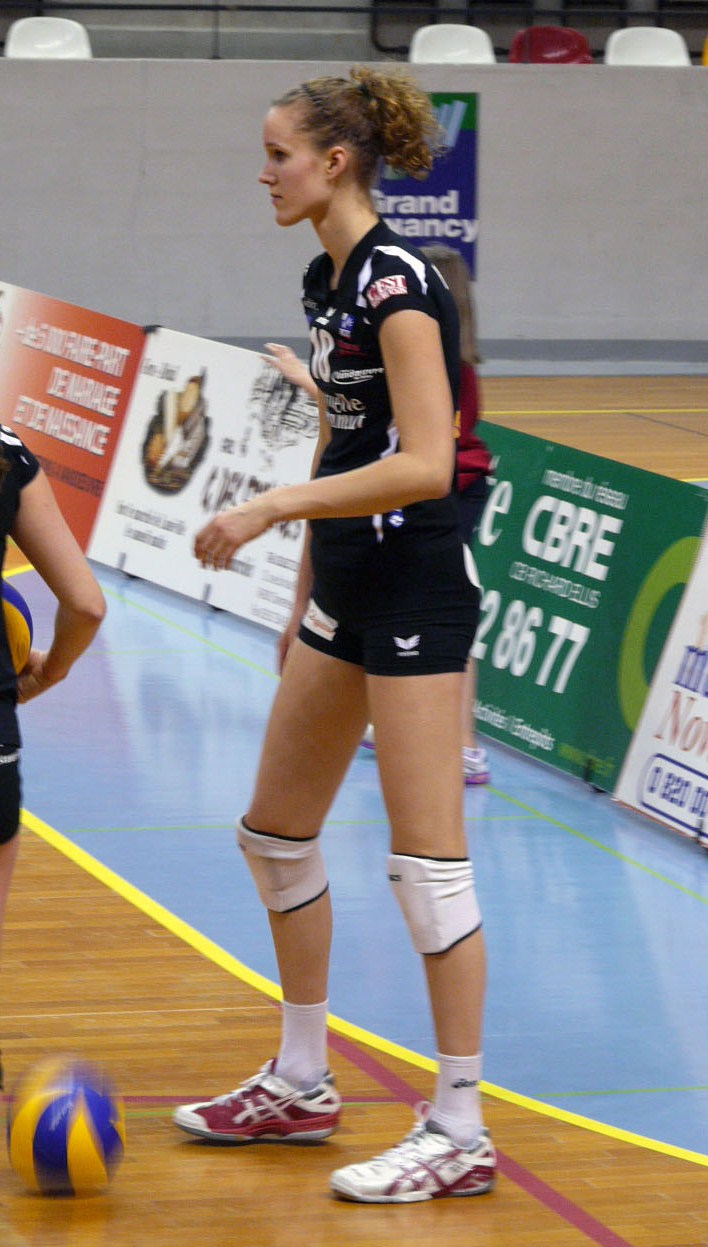

Nicole Koolhaas (Hoorn, 31 januari 1991) is een Nederlandse volleybalster, die als middenblokker speelde. Tegenwoordig speelt zij als passer-loper bij Madjoe DS1 in Enkhuizen.
Zij maakte tot januari 2020 deel uit van de Nederlandse volleybalploeg (vrouwen), waarin zij debuteerde in 2010.
Koolhaas nam van 2014 t/m 2018 jaarlijks deel aan de FIVB World Grand Prix.
In 2010 en 2018 nam zij met het Nationale Team deel aan het Wereldkampioenschap, evenals in 2017 aan het Europees Kampioenschap.
In 2015 en 2017 was zij met haar clubteam deelnemer aan het Montreux Volley Masters-toernooi.
In 2018 speelde zij in de FIVB Volleyball Women's Nations League.
Nicole Koolhaas reisde voor haar clubcarrière land voor land Europa door en speelde behalve in de Nederlandse competitie ook in Frankrijk, Zweden, Finland, Zwitserland, Roemenië, Turkije en Italië. In Zweden en Roemenië werd ze landskampioen en bekerwinnaar, in Finland bekerwinnaar.
Nicole Koolhaas stond erom bekend dat ze het Nederlandse volkslied steevast uitbeeldde in gebarentaal. Zij deed dat voor haar dove zus, en brak zo een lans voor de sportbeleving voor dove mensen.